# Saint-Seurin-sur-l'Isle
 Saint-Seurin-sur-l'Isle  es una población y comuna francesa, situada en la región de Aquitania, departamento de Gironda, en el distrito de Libourne y cantón de Coutras.

## Demografía
| 1559 | 1738 | 2046 | 2424 | 2491 | 2376 |
| Para los censos de 1962 a 1999 la población legal corresponde a la población sin duplicidades (Fuente: INSEE [Consultar]) |      |      |      |      |      |